# 卡利恩提
卡利恩提（英語：Caliente，/kæliˈɛni/或/kæliˈɛnti/，之前称为Culverwell、Calientes）是美國內華達州林肯縣的一座城市，有93號美國國道經過，人口1,130人。

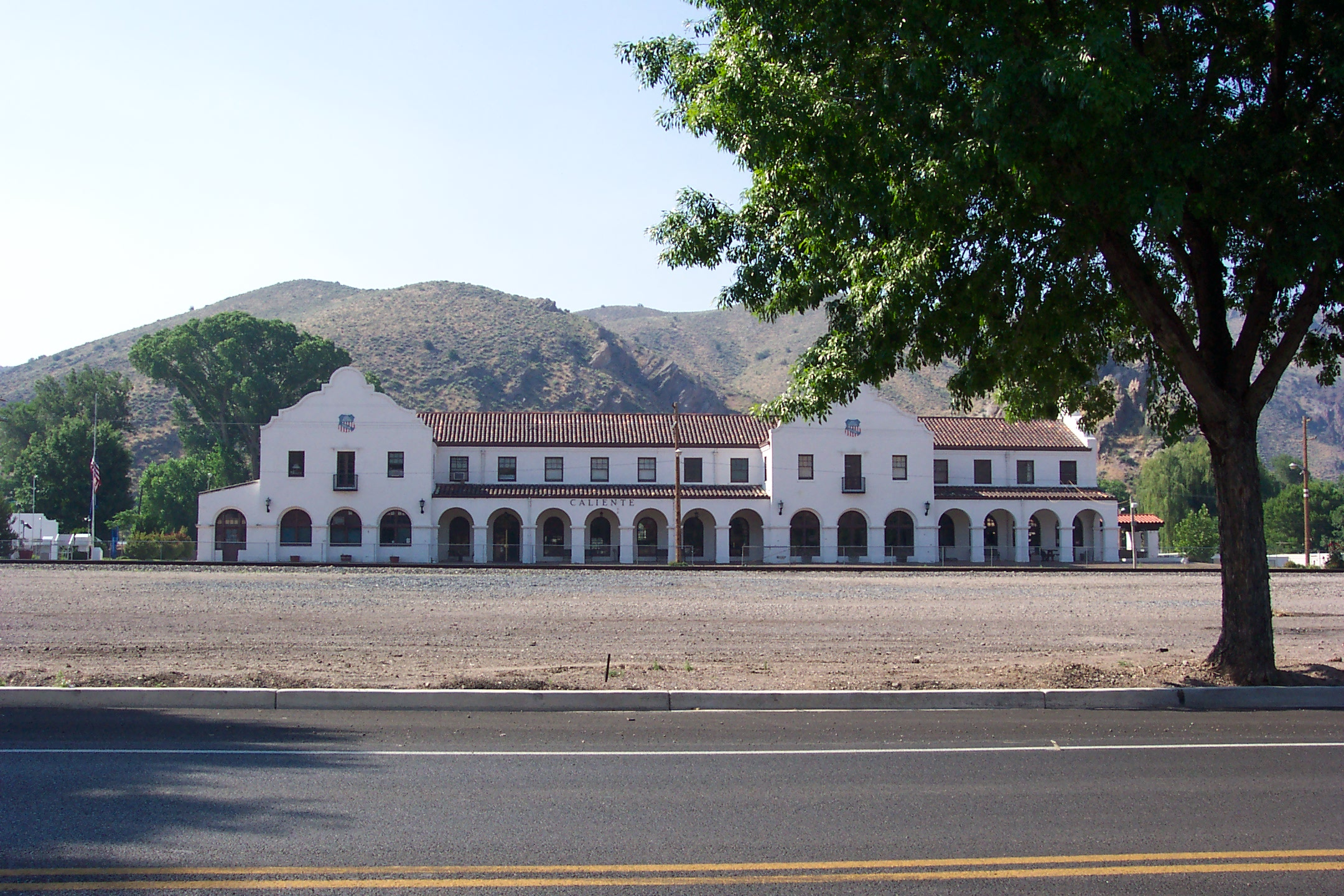
卡利恩提